# Rally di Monte Carlo 2002
Il Rally di Monte Carlo 2002, ufficialmente denominato 70ème Rallye Automobile de Monte-Carlo, è stata la prima prova del campionato del mondo rally 2002 nonché la settantesima edizione del Rally di Monte Carlo e la ventottesima con valenza mondiale.

## Riepilogo
La manifestazione si è svolta dal 18 al 20 gennaio sugli asfalti ghiacciati delle Alpi francesi a nord del Principato di Monaco con sede principale a Digne-les-Bains nella prima giornata, mentre le rimanenti due frazioni ebbero base nella città di Monaco e si gareggiò nelle montagne adiacenti al Principato.
L'evento è stato vinto dal finlandese Tommi Mäkinen, navigato dal connazionale Kaj Lindström, al volante di una Subaru Impreza WRC2001 della squadra 555 Subaru WRT, davanti alla coppia formata dal francese Sébastien Loeb e dal monegasco Daniel Elena, su Citroën Xsara WRC della scuderia Automobiles Citroën, e a quella spagnola composta da Carlos Sainz e Luis Moya, alla guida di una Ford Focus RS WRC 02 del team Ford Rallye Sport.
A tagliare il traguardo per primi furono tuttavia Loeb ed Elena con un vantaggio di 45,9 secondi su Mäkinen, ma venne loro inflitta una penalità di 2 minuti per aver cambiato le gomme in un'area non consentita al termine della frazione del sabato; la Citroën ricorse in appello ma la FIA lo rigettò, confermando i due minuti di penalizzazione.
L'equipaggio belga costituito da François Duval e Jean-Marc Fortin, su Ford Puma S1600, hanno invece conquistato la vittoria nella serie Junior WRC.

## Dati della prova
| Denominazione ufficiale             | Rallye Automobile de Monte-Carlo |
| Edizione N°                         | 70 |
| Tappa N°                            | 1 di 14 |
| Data manifestazione                 | da venerdì 18/01/2002 a domenica 20/01/2002 |
| Sede ospitante                      | Monaco, Principato di Monaco |
| Sede parco assistenza               | Prima frazione: Digne-les-Bains, (Alpi dell'Alta Provenza, Provenza-Alpi-Costa Azzurra, Francia). Seconda e terza frazione: Monaco (Principato di Monaco). |
| Superficie                          | Asfalto/Neve |
| Iscritti                            | 55 |
| Partiti                             | 54 |
| Arrivati                            | 26 (48,1%) |
| Prove speciali previste             | 15 |
| Prove speciali disputate            | 14 (1 cancellata) |
| Prova più breve                     | 12,08 km (PS6: Villars Sur Var) |
| Prova più lunga                     | 36,73 km (PS2 e PS4: Sisteron - Thoard) |
| Prova più lenta                     | velocità media di 74,40 km/h (PS6: Villars Sur Var 1) |
| Prova più veloce                    | velocità media di 99,88 km/h (PS3: Selonnet - Turriers 2)                                                                                                  |
| Lunghezza prove speciali previste   | 388,38 km |
| Lunghezza prove speciali disputate  | 351,65 km (24,7% della distanza totale effettiva - cancellati 36,73 km)                                                                                    |
| Lunghezza complessiva trasferimenti | 1072,90 km |
| Distanza totale effettiva           | 1424,55 km |
| Media oraria del vincitore          | velocità media di 88,1 km/h (351,65 km in 3h59'30"7) |

## Itinerario
| Frazione            | Prova  | Ora    | Nome                                | Partenza                            | Arrivo                              | Lunghezza | Totale    |
| ------------------- | ------ | ------ | ----------------------------------- | ----------------------------------- | ----------------------------------- | --------- | --------- |
| Frazione 1 (18 gen) |        | 08:30  | Assistenza – Digne-les-Bains (20 m) | Assistenza – Digne-les-Bains (20 m) | Assistenza – Digne-les-Bains (20 m) | –         | 157,70 km |
| Frazione 1 (18 gen) | PS1    | 09:48  | Selonnet - Turriers 1               | Selonnet                            | Turriers                            | 28,74 km  | 157,70 km |
| Frazione 1 (18 gen) | PS2    | 11:06  | Sisteron - Thoard 1                 | Sisteron                            | Thoard                              | 36,73 km  | 157,70 km |
| Frazione 1 (18 gen) |        | 12:21  | Assistenza – Digne-les-Bains (20 m) | Assistenza – Digne-les-Bains (20 m) | Assistenza – Digne-les-Bains (20 m) | –         | 157,70 km |
| Frazione 1 (18 gen) | PS3    | 13:39  | Selonnet - Turriers 2               | Selonnet                            | Turriers                            | 28,74 km  | 157,70 km |
| Frazione 1 (18 gen) | PS4    | 14:57  | Sisteron - Thoard 2                 | Sisteron                            | Thoard                              | 36,73 km  | 157,70 km |
| Frazione 1 (18 gen) |        | 16:27  | Assistenza – Digne-les-Bains (20 m) | Assistenza – Digne-les-Bains (20 m) | Assistenza – Digne-les-Bains (20 m) | –         | 157,70 km |
| Frazione 1 (18 gen) | PS5    | 18:25  | Puget - Toudon 1                    | Puget-Théniers                      | Toudon                              | 26,76 km  | 157,70 km |
|                     |        |        |                                     |                                     |                                     |           |           |
| Frazione 2 (19 gen) |        | 08:13  | Assistenza – Monaco (45 m)          | Assistenza – Monaco (45 m)          | Assistenza – Monaco (45 m)          | –         | 131,88 km |
| Frazione 2 (19 gen) | PS6    | 10:08  | Villars Sur Var                     | Tournefort                          | Villars-sur-Var                     | 12,08 km  | 131,88 km |
| Frazione 2 (19 gen) | PS7    | 10:51  | Puget - Toudon 2                    | Puget-Théniers                      | Toudon                              | 26,76 km  | 131,88 km |
| Frazione 2 (19 gen) |        | 12:26  | Assistenza – Monaco (20 m)          | Assistenza – Monaco (20 m)          | Assistenza – Monaco (20 m)          | –         | 131,88 km |
| Frazione 2 (19 gen) | PS8    | 13:49  | Coaraze - Loda 1                    | Coaraze                             | Lantosque                           | 23,05 km  | 131,88 km |
| Frazione 2 (19 gen) | PS9    | 14:32  | La Bollene - Turini - Moulinet 1    | La Bollène-Vésubie                  | Moulinet                            | 23,47 km  | 131,88 km |
| Frazione 2 (19 gen) |        | 16:44  | Assistenza – Monaco (20 m)          | Assistenza – Monaco (20 m)          | Assistenza – Monaco (20 m)          | –         | 131,88 km |
| Frazione 2 (19 gen) | PS10   | 18:09  | Coaraze - Loda 2                    | Coaraze                             | Lantosque                           | 23,05 km  | 131,88 km |
| Frazione 2 (19 gen) | PS11   | 18:56  | La Bollene - Turini - Moulinet 2    | La Bollène-Vésubie                  | Moulinet                            | 23,47 km  | 131,88 km |
| Frazione 2 (19 gen) |        | 20:23  | Assistenza – Monaco (10 m)          | Assistenza – Monaco (10 m)          | Assistenza – Monaco (10 m)          | –         | 131,88 km |
|                     |        |        |                                     |                                     |                                     |           |           |
| Frazione 3 (20 gen) |        | 07:33  | Assistenza – Monaco (45 m)          | Assistenza – Monaco (45 m)          | Assistenza – Monaco (45 m)          | –         | 98,80 km  |
| Frazione 3 (20 gen) | PS12   | 09:13  | Sospel - La Bollene 1               | Sospel                              | La Bollène-Vésubie                  | 32,85 km  | 98,80 km  |
| Frazione 3 (20 gen) | PS13   | 10:08  | Loda - Luceram 1                    | Lantosque                           | Lucéram                             | 16,55 km  | 98,80 km  |
| Frazione 3 (20 gen) |        | 11:18  | Assistenza – Monaco (20 m)          | Assistenza – Monaco (20 m)          | Assistenza – Monaco (20 m)          | –         | 98,80 km  |
| Frazione 3 (20 gen) | PS14   | 12:33  | Sospel - La Bollene 2               | Sospel                              | La Bollène-Vésubie                  | 32,85 km  | 98,80 km  |
| Frazione 3 (20 gen) | PS15   | 13:28  | Loda - Luceram 2                    | Lantosque                           | Lucéram                             | 16,55 km  | 98,80 km  |
| Frazione 3 (20 gen) |        | 14:40  | Assistenza – Monaco (20 m)          | Assistenza – Monaco (20 m)          | Assistenza – Monaco (20 m)          | –         | 98,80 km  |
| Totale              | Totale | Totale | Totale                              | Totale                              | Totale                              | Totale    | 388,38 km |

## Risultati

### Classifica
| Pos.                         | Nº       | Pilota             | Copilota         | Auto                   | Squadra                      | Classe/Validità | Tempo     | Distacco | Punti    |
| Generale                     | Generale | Generale           | Generale         | Generale               | Generale                     | Generale        | Generale  | Generale | Generale |
| ---------------------------- | -------- | ------------------ | ---------------- | ---------------------- | ---------------------------- | --------------- | --------- | -------- | -------- |
| 1.                           | 10       | Tommi Mäkinen      | Kaj Lindström    | Subaru Impreza WRC2001 | 555 Subaru WRT               | WRC             | 3h59'30"7 |          | 10       |
| 2.                           | 21       | Sébastien Loeb     | Daniel Elena     | Citroën Xsara WRC      | Automobiles Citroën          | WRC             | 4h00'44"8 | +1'14"1  | 6        |
| 3.                           | 4        | Carlos Sainz       | Luis Moya        | Ford Focus RS WRC 02   | Ford Rallye Sport            | WRC             | 4h00'46"4 | +1'15"7  | 4        |
| 4.                           | 5        | Colin McRae        | Nicky Grist      | Ford Focus RS WRC 02   | Ford Rallye Sport            | WRC             | 4h01'28"7 | +1'58"0  | 3        |
| 5.                           | 2        | Marcus Grönholm    | Timo Rautiainen  | Peugeot 206 WRC (2001) | Peugeot Total                | WRC             | 4h01'38"1 | +2'07"4  | 2        |
| 6.                           | 11       | Petter Solberg     | Phil Mills       | Subaru Impreza WRC2001 | 555 Subaru WRT               | WRC             | 4h02'00"3 | +2'29"6  | 1        |
| 7.                           | 3        | Gilles Panizzi     | Hervé Panizzi    | Peugeot 206 WRC (2001) | Peugeot Total                | WRC             | 4h02'50"8 | +3'20"1  | -        |
| 8.                           | 1        | Richard Burns      | Robert Reid      | Peugeot 206 WRC (2001) | Peugeot Total                | WRC             | 4h03'47"1 | +4'16"4  | -        |
| 9.                           | 7        | François Delecour  | Daniel Grataloup | Mitsubishi Lancer WRC  | Marlboro Mitsubishi Ralliart | WRC             | 4h05'06"4 | +5'35"7  | -        |
| 10.                          | 15       | Toni Gardemeister  | Paavo Lukander   | Škoda Octavia WRC Evo2 | Škoda Motorsport             | WRC             | 4h06'13"1 | +6'42"4  | -        |
| Campionato piloti Junior WRC |          |                    |                  |                        |                              |                 |           |          |          |
| 1. (17.)                     | 55       | François Duval     | Jean-Marc Fortin | Ford Puma S1600        | -                            | A6 / JWRC       | 4h25'06"2 |          | 10       |
| 2. (18.)                     | 60       | Nicola Caldani     | Sauro Farnocchia | Peugeot 206 S1600      | -                            | A6 / JWRC       | 4h29'21"1 | +4'14"9  | 6        |
| 3. (19.)                     | 78       | Roger Feghali      | Nicola Arena     | Ford Puma S1600        | -                            | A6 / JWRC       | 4h32'16"6 | +7'10"4  | 4        |
| 4. (20.)                     | 67       | Daniel Carlsson    | Per Karlsson     | Ford Puma S1600        | -                            | A6 / JWRC       | 4h32'30"3 | +7'24"1  | 3        |
| 5. (21.)                     | 71       | David Doppelreiter | Thomas Lettner   | Peugeot 206 S1600      | -                            | A6 / JWRC       | 4h34'53"8 | +9'47"6  | 2        |
| 6. (22.)                     | 68       | Niki Schelle       | Gerhard Weiss    | Suzuki Ignis S1600     | -                            | A6 / JWRC       | 4h34'56"6 | +9'50"4  | 1        |

| Principali ritiri | Principali ritiri | Principali ritiri | Principali ritiri  | Principali ritiri      | Principali ritiri   | Principali ritiri | Principali ritiri | Principali ritiri |
| PS                | Nº                | Pilota            | Copilota           | Auto                   | Squadra             | Classe/Validità   | Causa             | Pos. rit.         |
| ----------------- | ----------------- | ----------------- | ------------------ | ---------------------- | ------------------- | ----------------- | ----------------- | ----------------- |
| PS 1              | 20                | Thomas Rådström   | Denis Giraudet     | Citroën Xsara WRC      | Automobiles Citroën | WRC               | Motore            | -                 |
| PS 1              | 22                | Philippe Bugalski | Jean-Paul Chiaroni | Citroën Xsara WRC      | Automobiles Citroën | WRC               | Motore            | -                 |
| PS 3              | 18                | Freddy Loix       | Sven Smeets        | Hyundai Accent WRC2    | Hyundai Castrol WRT | WRC               | Incidente         | 7º                |
| PS 3              | 24                | Didier Auriol     | Jack Boyere        | Toyota Corolla WRC     | -                   | WRC               | Motore            | 47º               |
| PS 4              | 17                | Armin Schwarz     | Manfred Hiemer     | Hyundai Accent WRC2    | Hyundai Castrol WRT | WRC               | Incidente         | 7º                |
| PS 7              | 16                | Roman Kresta      | Jan Tománek        | Škoda Octavia WRC Evo2 | Škoda Motorsport    | WRC               | Incidente         | 11º               |
| PS 7              | 25                | Harri Rovanperä   | Risto Pietiläinen  | Peugeot 206 WRC        | Bozian Racing       | WRC               | Sterzo            | 9º                |

Legenda

Pos. = posizione; Nº = numero di gara; PS = prova speciale; Pos. rit. = posizione detenuta prima del ritiro.
| Icona | Classe                                                                                  |
| ----- | --------------------------------------------------------------------------------------- |
| WRC   | Equipaggio di classe A8 che può conquistare punti per il campionato costruttori WRC     |
| WRC   | Equipaggio di classe A8 che non può conquistare punti per il campionato costruttori WRC |
| PWRC  | Equipaggio registrato al campionato PWRC                                                |
| JWRC  | Equipaggio registrato al campionato Junior WRC                                          |
|       | Ulteriori classificazioni                                                               |

### Prove speciali
| Frazione            | Prova | Ora   | Nome                             | Lunghezza | Vincitori                   | Tempo            | Velocità media | Leader del rally            |
| ------------------- | ----- | ----- | -------------------------------- | --------- | --------------------------- | ---------------- | -------------- | --------------------------- |
| Frazione 1 (18 Gen) | PS1   | 08:30 | Selonnet - Turriers 1            | 28,74 km  | Carlos Sainz Luis Moya      | 17'54"3          | 96,3 km/h      | Carlos Sainz Luis Moya      |
| Frazione 1 (18 Gen) | PS2   | 11:06 | Sisteron - Thoard 1              | 36,73 km  | prova cancellata            | prova cancellata |                | Carlos Sainz Luis Moya      |
| Frazione 1 (18 Gen) | PS3   | 13:39 | Selonnet - Turriers 2            | 28,74 km  | Petter Solberg Phil Mills   | 17'15"9          | 99,9 km/h      | Tommi Mäkinen Kaj Lindström |
| Frazione 1 (18 Gen) | PS4   | 14:57 | Sisteron - Thoard 2              | 36,73 km  | Sébastien Loeb Daniel Elena | 23'41"1          | 93,0 km/h      | Sébastien Loeb Daniel Elena |
| Frazione 1 (18 Gen) | PS5   | 18:25 | Puget - Toudon 1                 | 26,76 km  | Sébastien Loeb Daniel Elena | 17'44"7          | 90,5 km/h      | Sébastien Loeb Daniel Elena |
|                     |       |       |                                  |           |                             |                  |                | Sébastien Loeb Daniel Elena |
| Frazione 2 (19 Gen) | PS6   | 10:08 | Villars Sur Var                  | 12,08 km  | Petter Solberg Phil Mills   | 9'44"5           | 74,4 km/h      | Sébastien Loeb Daniel Elena |
| Frazione 2 (19 Gen) | PS7   | 10:51 | Puget - Toudon 2                 | 26,76 km  | Sébastien Loeb Daniel Elena | 17'30"7          | 91,7 km/h      | Sébastien Loeb Daniel Elena |
| Frazione 2 (19 Gen) | PS8   | 13:49 | Coaraze - Loda 1                 | 23,05 km  | Tommi Mäkinen Kaj Lindström | 15'56"6          | 86,7 km/h      | Sébastien Loeb Daniel Elena |
| Frazione 2 (19 Gen) | PS9   | 14:32 | La Bollene - Turini - Moulinet 1 | 23,47 km  | Tommi Mäkinen Kaj Lindström | 15'58"6          | 88,1 km/h      | Sébastien Loeb Daniel Elena |
| Frazione 2 (19 Gen) | PS10  | 18:09 | Coaraze - Loda 2                 | 23,05 km  | Sébastien Loeb Daniel Elena | 16'08"2          | 85,7 km/h      | Sébastien Loeb Daniel Elena |
| Frazione 2 (19 Gen) | PS11  | 18:56 | La Bollene - Turini - Moulinet 2 | 23,47 km  | Tommi Mäkinen Kaj Lindström | 16'21"4          | 86,1 km/h      | Tommi Mäkinen Kaj Lindström |
|                     |       |       |                                  |           |                             |                  |                | Tommi Mäkinen Kaj Lindström |
| Frazione 3 (20 Gen) | PS12  | 09:13 | Sospel - La Bollene 1            | 32,85 km  | Petter Solberg Phil Mills   | 22'38"4          | 87,1 km/h      | Tommi Mäkinen Kaj Lindström |
| Frazione 3 (20 Gen) | PS13  | 10:08 | Loda - Luceram 1                 | 16,55 km  | Sébastien Loeb Daniel Elena | 12'03"9          | 82,3 km/h      | Tommi Mäkinen Kaj Lindström |
| Frazione 3 (20 Gen) | PS14  | 12:33 | Sospel - La Bollene 2            | 32,85 km  | Petter Solberg Phil Mills   | 22'02"2          | 89,4 km/h      | Tommi Mäkinen Kaj Lindström |
| Frazione 3 (20 Gen) | PS15  | 13:28 | Loda - Luceram 2                 | 16,55 km  | Petter Solberg Phil Mills   | 11'52"7          | 83,6 km/h      | Tommi Mäkinen Kaj Lindström |

## Classifiche mondiali
Classifica generale piloti
| Pos. | Pilota          | Punti |
| ---- | --------------- | ----- |
| 1    | Tommi Mäkinen   | 10    |
| 2    | Sébastien Loeb  | 6     |
| 3    | Carlos Sainz    | 4     |
| 4    | Colin McRae     | 3     |
| 5    | Marcus Grönholm | 2     |
| 6    | Petter Solberg  | 1     |

Classifica costruttori WRC
| Pos. | Squadra           | Punti |
| ---- | ----------------- | ----- |
| 1    | 555 Subaru WRT    | 12    |
| 2    | Ford Rallye Sport | 10    |
| 3    | Peugeot Total     | 4     |

Legenda: Pos.= Posizione.